# Robert Kaplan (econoom)

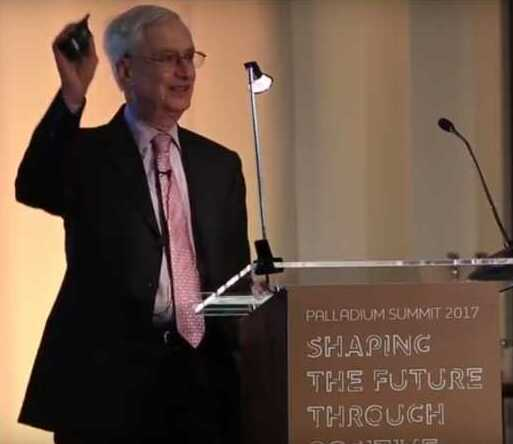
Robert Kaplan in 2017

Robert S. Kaplan (1940) is een Amerikaans bedrijfseconoom.
Hij studeerde elektrotechniek aan MIT en promoveerde in 1968 aan Cornell University op een onderwerp uit de Operations Research. Van 1968 tot 1984 doceerde hij accounting aan de Carnegie-Mellon Universiteit. Sinds 1984 is hij hoogleraar aan de Harvard Business School. Hij maakte in 1987 naam met zijn boek Relevance Lost, waarin hij de gangbare methoden van kostprijsberekening bekritiseerde en de grondslag legde voor het systeem van Activity Based Costing. Met David P. Norton introduceerde hij in 1992 het model van de Balanced Scorecard.

## Belangrijkste werken
- Relevance Lost: The Rise and Fall of Management Accounting, met H. Thomas Johnson. Harvard Business School Press, 1987.
  - Nederlandse vertaling: Verloren relevantie : opkomst en ondergang van de interne verslaggeving, Scriptum Books, 1995
- The Balanced Scorecard: Translating Strategy Into Action, met David Norton. Harvard Business School Press, 1996.
  - Nederlandse vertaling:Op kop met de balanced scorecard : strategie vertaald naar actie, Contact, 1997.

- Biblioteca Nacional de España: XX1041579
- Bibliothèque nationale de France: cb123104008 (data)
- Catàleg d'autoritats de noms i títols de Catalunya: 981058513646006706
- CiNii: DA01099739
- Gemeinsame Normdatei: 121206815
- International Standard Name Identifier: 0000 0001 1579 1499
- Library of Congress Control Number: n79107816
- Nationale Bibliotheek van Letland: 000045200
- MusicBrainz: 67b214e2-8c9e-4e47-bc0a-13ec3d174522
- National Archives and Records Administration: 10581527
- Nationale Bibliotheek van Tsjechië: jn20001227494
- Nationale Bibliotheek van Israël: 987007426757505171
- Nederlandse Thesaurus van Auteursnamen: 071104208
- LIBRIS: 378488
- Système universitaire de documentation: 031990088
- Virtual International Authority File: 100912401
- WorldCat: E39PBJfRFrdQkVDtBxvghwtqcP